# Regierung Picqué I
Die Regierung Piqué I war die erste Regierung der Region Brüssel-Hauptstadt. Sie amtierte vom 12. Juli 1989 bis zum 23. Juni 1995.
Die Region Brüssel-Hauptstadt wurde mit der Verabschiedung des Sondergesetzes vom 12. Januar 1989 gegründet. Die erste Parlamentswahl fand am 18. Juni 1989 statt.
Es wurde eine Koalition aus drei französischen Parteien: der Parti Socialiste (PS), der Front démocratique des francophones (FDF) und der Parti Social Chrétien (PSC), sowie den drei flämischen Parteien: Christelijke Volkspartij (CVP), Socialistische Partij (SP) und Volksunie (VU) gebildet. Ministerpräsident wurde Charles Picqué (PS).

## Regierung
Die Regierung setzt sich aus fünf Ministern, einem sprachlich neutralen Ministerpräsidenten und je zwei französisch- bzw. flämischsprachigen Ministern zusammen. Dazu kommen drei Staatssekretäre, die im Gegensatz zu den Ministern Mitglieder des Parlaments sein müssen. Mindestens ein Staatssekretär muss der kleineren Sprachgruppe (der flämischen) angehören.
| Amt                                                                                             | Name              | Partei | Beginn der Amtszeit | Ende der Amtszeit |
| ----------------------------------------------------------------------------------------------- | ----------------- | ------ | ------------------- | ----------------- |
| Ministerpräsident zuständig für Raumordnung, lokale Behörden und Beschäftigung                  | Charles Picqué    | PS     | 12. Juli 1989       | 23. Juni 1995     |
| Minister für Finanzen, Haushalt, den Öffentlichen Dienst und Außenbeziehungen                   | Jos Chabert       | CVP    | 12. Juli 1989       | 23. Juni 1995     |
| Minister für Wohnungsbau, Umwelt, Naturschutz und Wasser                                        | Georges Désir     | FDF    | 12. Juli 1989       | 17. Dezember 1991 |
| Minister für Wohnungsbau, Umwelt, Naturschutz und Wasser                                        | Didier Gosuin     | FDF    | 17. Dezember 1991   | 23. Juni 1995     |
| Minister für Wirtschaft                                                                         | Rufin Grijp       | SP     | 12. Juli 1989       | 23. Juni 1995     |
| Minister für öffentliche Arbeiten, Kommunikation und Erschließung stillgelegter Betriebsgelände | Jean-Louis Thys   | PSC    | 12. Juli 1989       | 24. März 1994     |
| Minister für öffentliche Arbeiten, Kommunikation und Erschließung stillgelegter Betriebsgelände | Dominique Harmel  | PSC    | 24. März 1994       | 23. Juni 1995     |
| Staatssekretär, dem Ministerpräsidenten zugeordnet                                              | Christian D’Hoogh | PS     | 12. Juli 1989       | 11. Januar 1990   |
| Staatssekretär, dem Ministerpräsidenten zugeordnet                                              | Robert Hotyat     | PS     | 12. Januar 1990     | 23. Juni 1995     |
| Staatssekretär, einem Minister zugeordnet                                                       | Vic Anciaux       | VU     | 12. Juli 1989       | 23. Juni 1995     |
| Staatssekretär, einem Minister zugeordnet                                                       | Didier Gosuin     | FDF    | 12. Juli 1989       | 17. Dezember 1991 |
| Staatssekretär, einem Minister zugeordnet                                                       | Didier van Eyll   | FDF    | 17. Dezember 1991   | 23. Juni 1995     |

## Kollegium der französischen Gemeinschaftskommission
Dem Kollegium der französischen Gemeinschaftskommission gehören die französischsprachigen Mitglieder der Regierung an.
| Zuständigkeit | Name              | Partei | Beginn der Amtszeit | Ende der Amtszeit |
| --- | ----------------- | ------ | ------------------- | ----------------- |
| Vorsitzender, zuständig für soziale Förderung, Personenhilfe, Umschulung und berufliche Weiterbildung            | Charles Picqué    | PS     | 12. Juli 1989       | 23. Juni 1995     |
| zuständig für Kulturpolitik                                                                                      | Georges Désir     | FDF    | 12. Juli 1989       | 17. Dezember 1991 |
| zuständig für Kulturpolitik                                                                                      | Didier Gosuin     | FDF    | 17. Dezember 1991   | 23. Juni 1995     |
| zuständig für Tourismus, Schülertransport, Gesundheit und internationale Beziehungen                             | Jean-Louis Thys   | PSC    | 12. Juli 1989       | 24. März 1994     |
| zuständig für Tourismus, Schülertransport, Gesundheit und internationale Beziehungen                             | Dominique Harmel  | PSC    | 24. März 1994       | 23. Juni 1995     |
| zuständig für Haushalt und den Öffentlichen Dienst                                                               | Christian D’Hoogh | PS     | 12. Juli 1989       | 11. Januar 1990   |
| zuständig für Haushalt und den Öffentlichen Dienst                                                               | Robert Hotyat     | PS     | 12. Januar 1990     | 23. Juni 1995     |
| zuständig für Sportunterricht, Sport und das Leben im Freien, Jugendpolitik, lebenslanges Lernen und Kulturheime | Didier Gosuin     | FDF    | 12. Juli 1989       | 17. Dezember 1991 |
| zuständig für Sportunterricht, Sport und das Leben im Freien, Jugendpolitik, lebenslanges Lernen und Kulturheime | Didier van Eyll   | FDF    | 17. Dezember 1991   | 23. Juni 1995     |

## Kollegium der flämischen Gemeinschaftskommission
Dem Kollegium der flämischen Gemeinschaftskommission gehören die flämischensprachigen Mitglieder der Regierung an.
| Name        | Partei | Beginn der Amtszeit | Ende der Amtszeit |
| ----------- | ------ | ------------------- | ----------------- |
| Jos Chabert | CVP    | 12. Juli 1989       | 23. Juni 1995     |
| Rufin Grijp | SP     | 12. Juli 1989       | 23. Juni 1995     |
| Vic Anciaux | VU     | 12. Juli 1989       | 23. Juni 1995     |

## Kollegium der gemeinsamen Gemeinschaftskommission
Dem Kollegium der gemeinsamen Gemeinschaftskommission gehören der Ministerpräsident und die vier Minister an.
| Zuständigkeit                         | Name             | Partei | Beginn der Amtszeit | Ende der Amtszeit |
| ------------------------------------- | ---------------- | ------ | ------------------- | ----------------- |
| Vorsitzender                          | Charles Picqué   | PS     | 12. Juli 1989       | 23. Juni 1995     |
| gemeinsam zuständig für Gesundheit    | Jos Chabert      | CVP    | 12. Juli 1989       | 23. Juni 1995     |
| gemeinsam zuständig für Gesundheit    | Jean-Louis Thys  | PSC    | 12. Juli 1989       | 24. März 1994     |
| gemeinsam zuständig für Gesundheit    | Dominique Harmel | PSC    | 24. März 1994       | 23. Juni 1995     |
| gemeinsam zuständig für Personenhilfe | Georges Désir    | FDF    | 12. Juli 1989       | 17. Dezember 1991 |
| gemeinsam zuständig für Personenhilfe | Rufin Grijp      | SP     | 12. Juli 1989       | 23. Juni 1995     |

## Umbesetzungen
Staatssekretär Christian D’Hoogh (PS) trat am 11. Januar 1990 zurück. Sein Nachfolger wurde Robert Hotyat (PS).
Minister Georges Désir (FDF) trat am 17. Dezember 1991 zurück. Sein Nachfolger wurde der bisherige Staatssekretär Didier Gosuin. Neuer Staatssekretär wurde Didier van Eyll.
Minister Jean-Louis Thys (PSC) trat am 24. März 1994 zurück, als gegen ihn wegen illegaler Parteienfinanzierung ermittelt wurde. Sein Nachfolger wurde Dominique Harmel (PSC).